# Substituční léčba
Substituce je způsob léčby, která spočívá v nahrazení nebo doplnění nedostatku konkrétních látek v těle pacienta pomocí léků nebo jiných substitutů. Tato léčba se nejčastěji využívá při léčbě drogové závislosti, kdy je droga nahrazena látkou, která má podobné účinky a vlastnosti, avšak není tolik nebezpečná při jejím užívání (např. heroin je nahrazen metadonem/subutexem). 
Cílem substituční léčby je zlepšení psychického stavu, eliminace nebo snížení užívání původní drogy a omezit rizika spojena s užíváním návykových látek (sdílení injekční stříkačky).
Metadon se podává v kapalné podobě. Při dlouhodobém užívání může přesáhnout až v závislost. Užívá se jednou denně. 
Naopak subutex je ve formě tablet. V dnešní době je hodně zneužívaný na černém trhu, kdy se do něho přidává i naloxon, avšak při nitrožilním užívání vyvolává odvykací stav.